# Peter von Cornelius
Pour les articles homonymes, voir Cornelius.

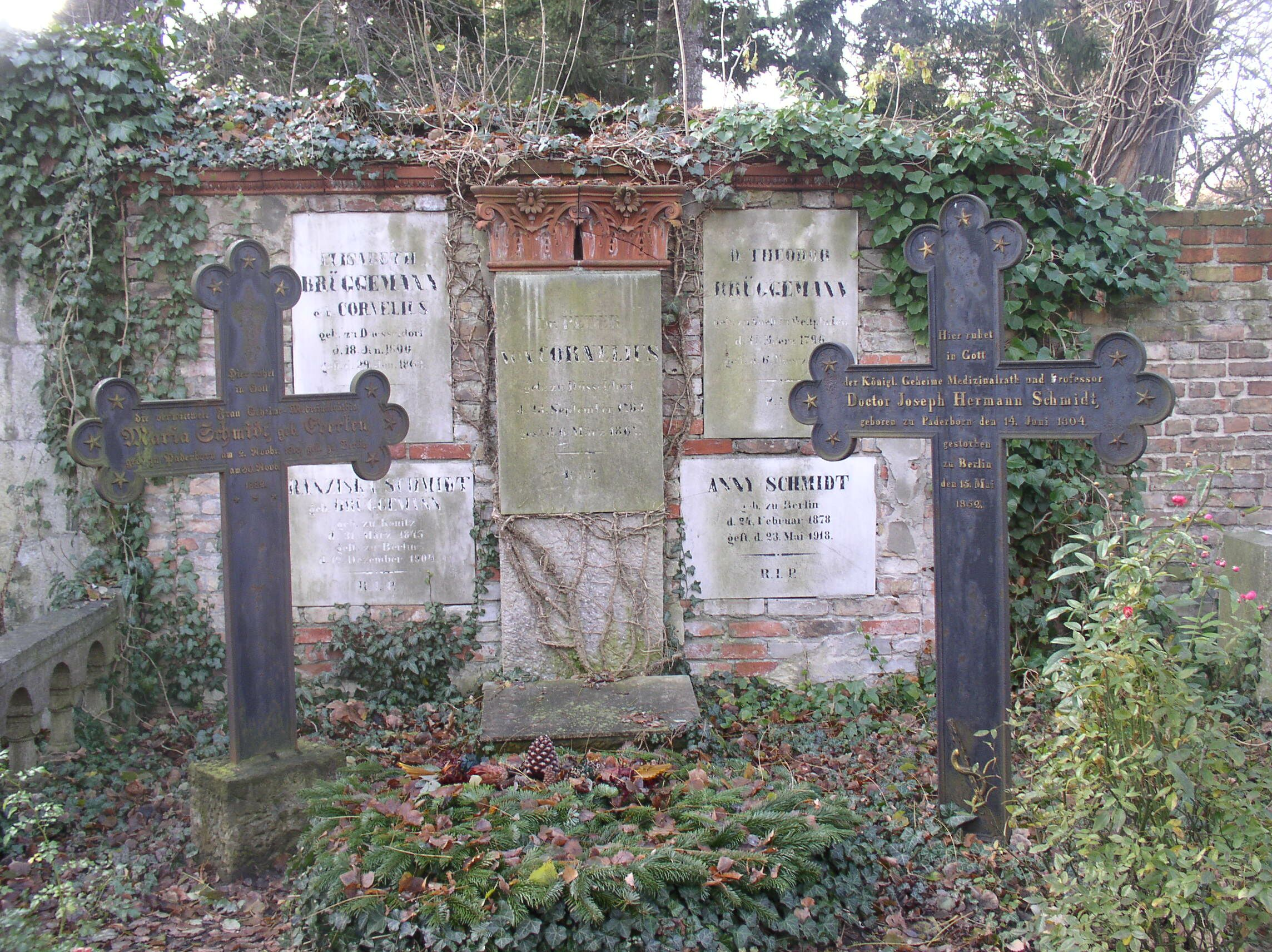
Tombe de Cornelius au cimetière Sainte-Edwige de Berlin

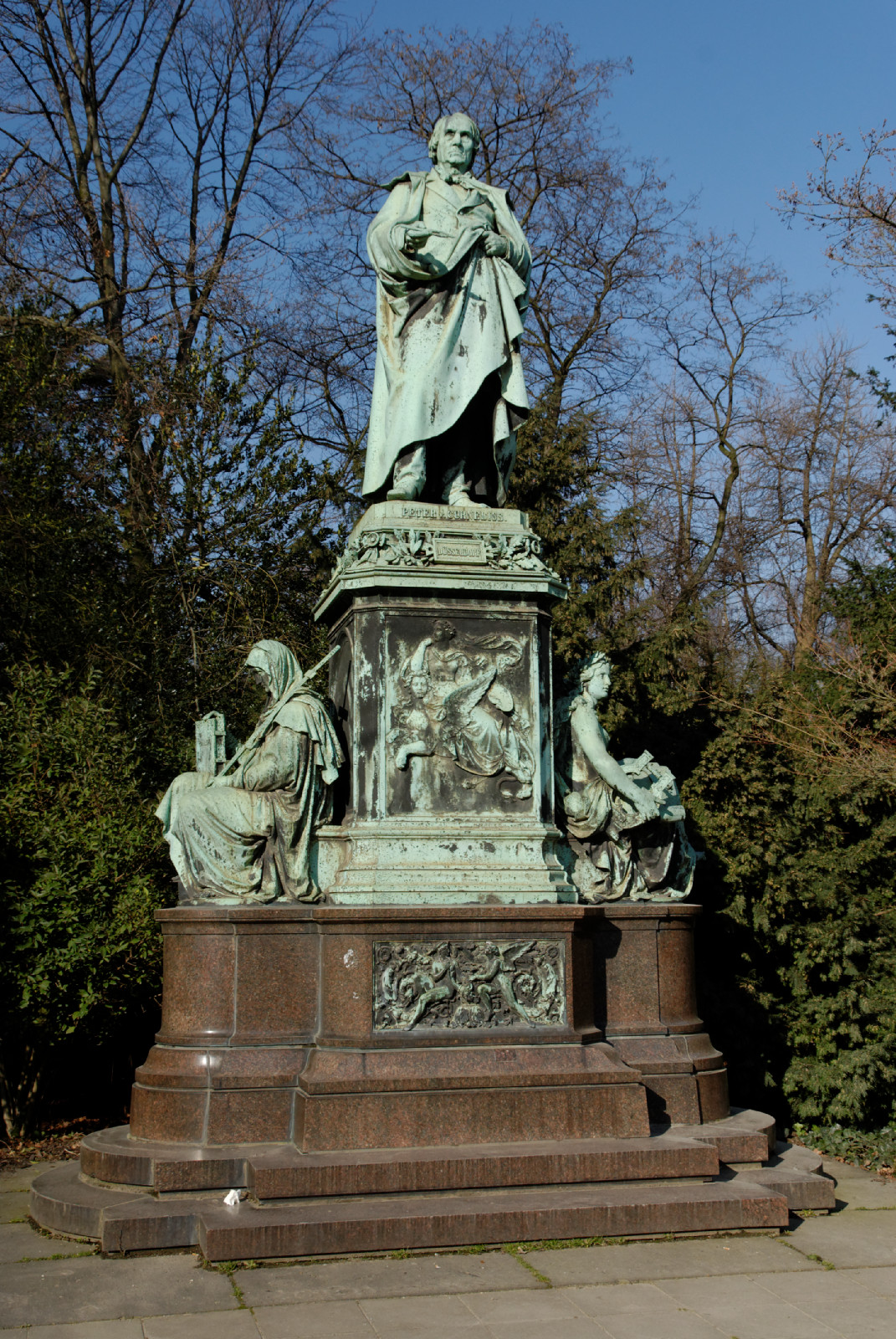
dans le

Peter von Cornelius, né le 23 septembre 1783 à Düsseldorf et mort le 6 mars 1867 à Berlin, est un peintre et un fresquiste romantique allemand. Cornelius est un représentant majeur du mouvement nazaréen.

## Biographie
Peter von Cornelius était le fils du peintre Aloys Cornelius (de) et de son épouse née Anna Crosse. Il est formé à l'Académie des beaux-arts de Düsseldorf, où son père enseigne. Plus tard, il y entre en tant que professeur en 1809 et en devient directeur entre 1819 et 1824. Il illustre le Faust de Goethe en 1808 et abandonne peu à peu le style néo-classique à la David pour se tourner vers le néo-gothique romantique. Il passe deux ans de 1809 à 1811 à Francfort.
Peter von Cornelius se rend à Rome en 1811, où il se lie d'amitié avec le peintre Friedrich Overbeck qui le fait entrer dans la confrérie de Saint-Luc, le cœur du mouvement nazaréen. Il décore de fresques le palais du consul général de Prusse, Jacob Salomon Bartholdy (1779-1825), oncle de Felix Mendelssohn. Elles représentent d'impressionnantes scènes bibliques comme Joseph interprète le songe de Pharaon ou Joseph reconnu par ses frères.
Cornelis participe à la fondation de la Künstlerhilfskasse et travaille aux côtés des artistes Carl Sieg, Johann Friedrich Overbeck et Wilhelm von Schadow.
Il décore aussi à partir de 1817 le pavillon du jardin du palais du marquis Carlo Massimo près du Latran en s'inspirant du Paradis de Dante et illustre ensuite la Chanson des Nibelungen. Sa renommée croît, surtout après la visite du palais Bartholdy par l'empereur d'Autriche.
Le prince héritier de Bavière, Louis, l'appelle en 1819 à Munich, lorsqu'il fonde la glyptothèque, pour la décorer et faire les portraits de la famille royale. Malgré les différences de point de vue, le peintre entre en 1825 à l'Académie des beaux-arts de Munich dont il devient directeur. Il se consacre entièrement à son art à Munich, notamment à des fresques monumentales comme à l'église Saint-Louis de Munich, sans doute les fresques du XIXe siècle de plus grandes dimensions.
Cornelius part pour Berlin en 1841, où il reçoit des commandes de Frédéric-Guillaume IV destinées au mausolée de la famille de Prusse. Le comte Athanase Raczynski (1788-1874) met à sa disposition l'aile sud de son palais pour lui servir d'atelier.

## Œuvres

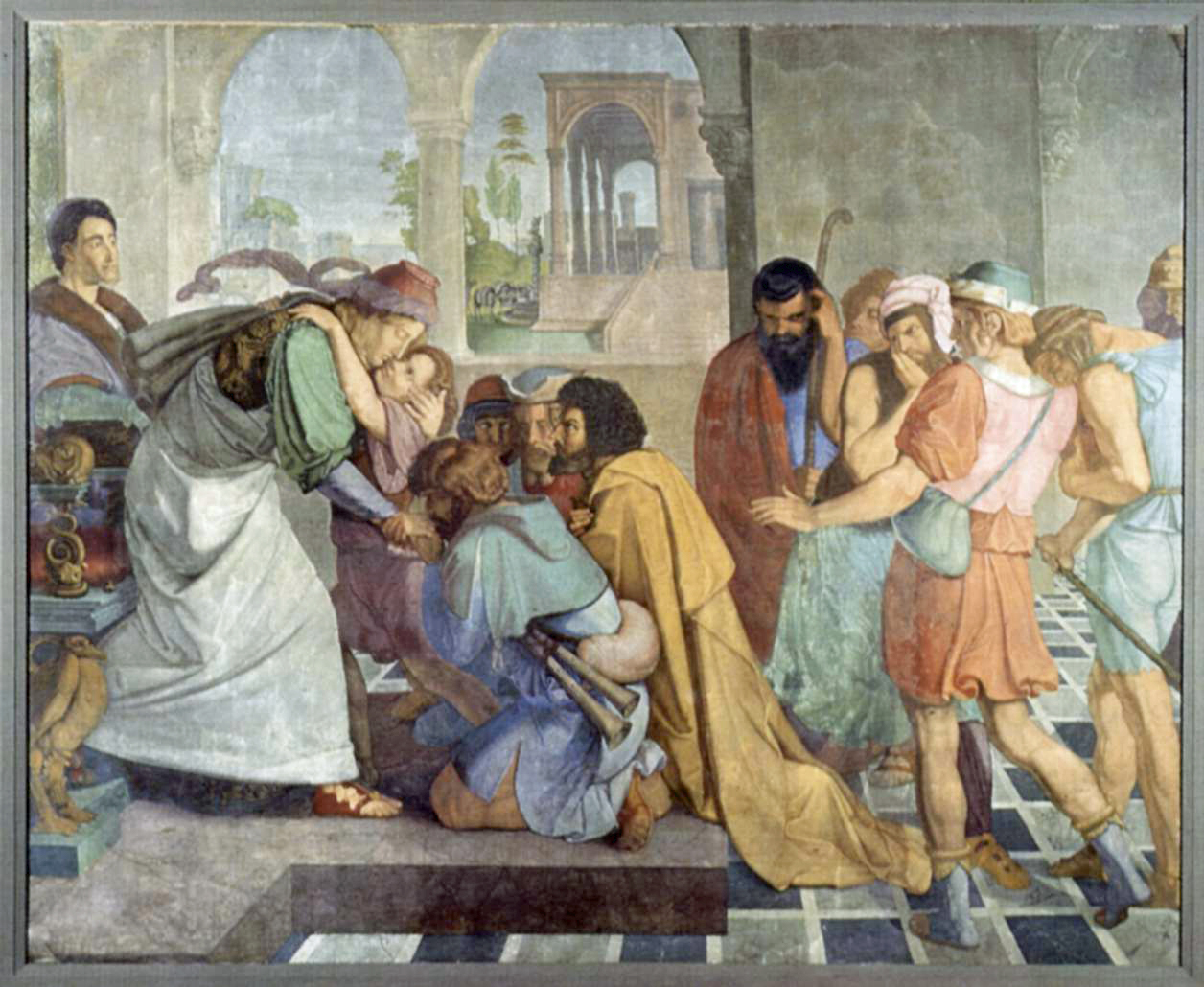
Joseph reconnu par ses frères
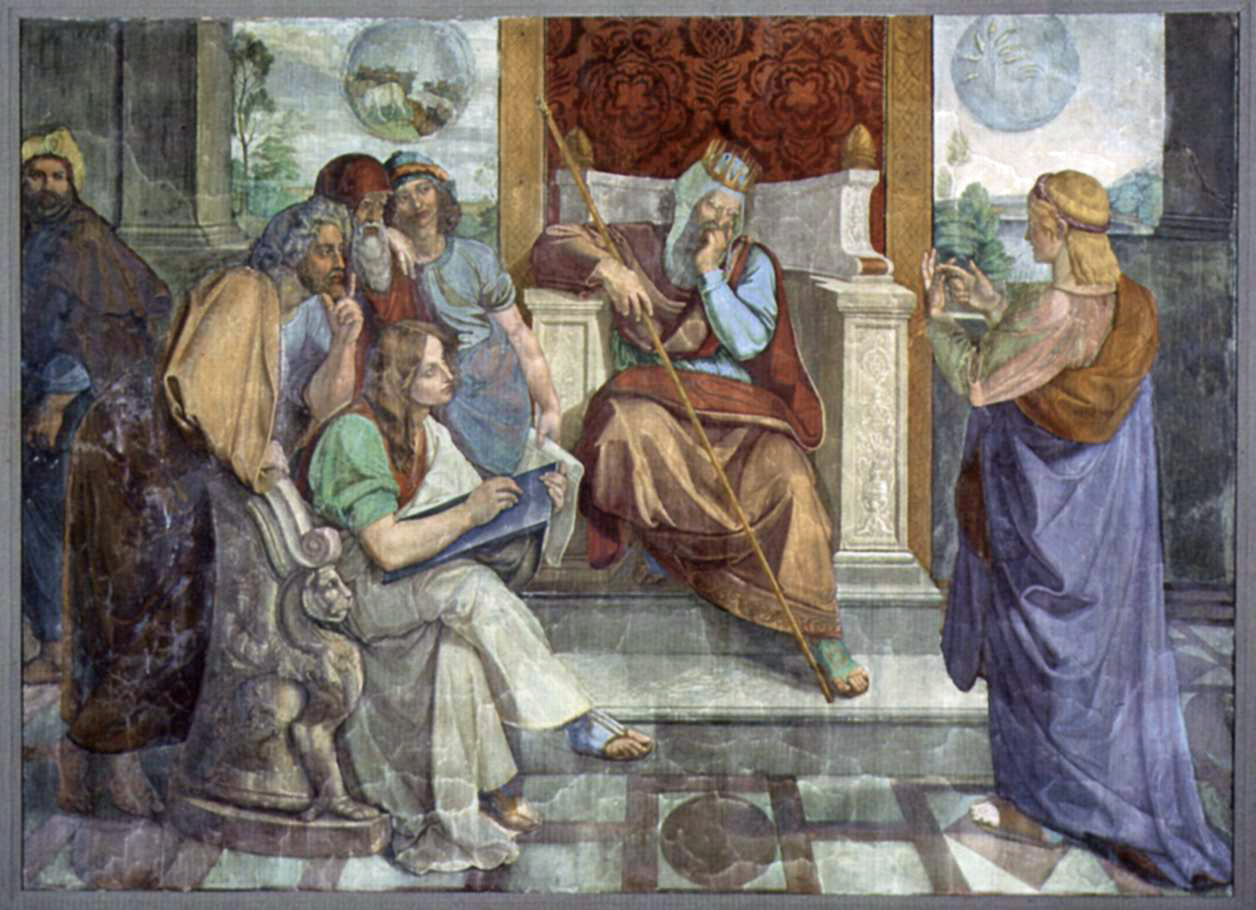
Joseph Interprète le Rêve de Pharaon (1816)

## Distinctions
- Pour le Mérite

## Hommages
Le pont Cornelius (Corneliusbrücke), sur l'Isar à Munich, est nommé en l'honneur de Peter von Cornelius et de son neveu, le compositeur et poète Peter Cornelius (1824-1874).